# Junior de Jesus
Junior Marcos de Jesus Santus (...) è un giocatore di football americano brasiliano, che gioca come defensive back per gli Warriors Bologna.
Ha sempre giocato per squadre italiane (Hogs Reggio Emilia, Giants Bolzano, Panthers Parma e Warriors Bologna), ad eccezione della stagione 2023 in cui ha giocato le ultime giornate con la brasiliana Cavalaria 2 de Julho.

## Palmarès
- Sulamericano (2023)